# Île Saint-Louis
Pour les articles homonymes, voir Île Saint-Louis (homonymie).
L’île Saint-Louis est une île située sur le fleuve de la Seine, en plein cœur de Paris, dans le 4e arrondissement, juste en amont de l’île de la Cité. L’île Saint-Louis comptait une population de 2 323 habitants au 1er janvier 2016. Les habitants de l’île Saint-Louis sont les Ludovisiens ou les Ludoviciens.

## Situation et accès

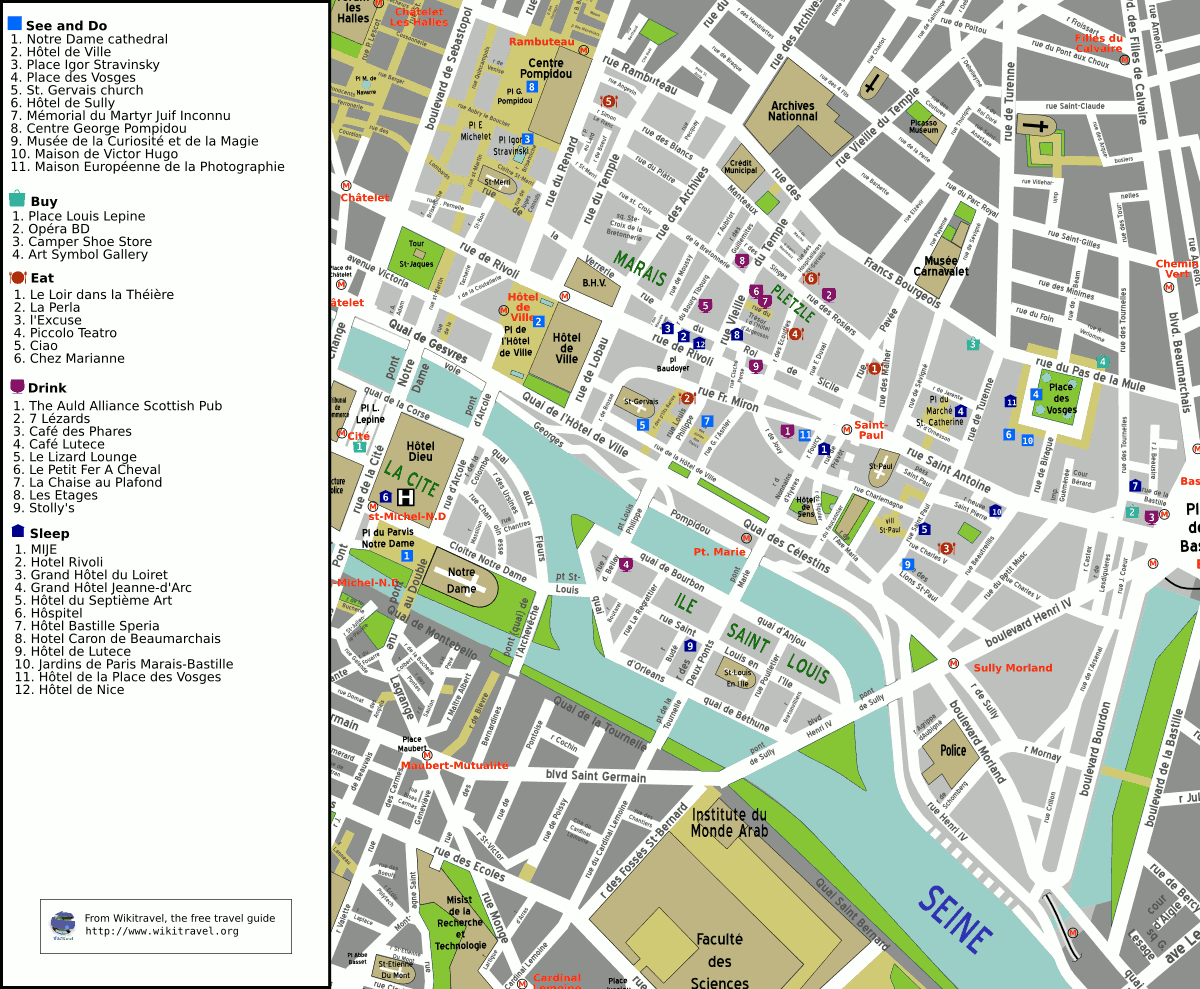
Carte du 4e arrondissement de Paris ; l’île Saint-Louis est située au centre, vers le bas de la carte.
Découpage du 4e arrondissement en quatre quartiers administratifs.

Située immédiatement en amont de l’île de la Cité, elle est la plus petite des deux avec une superficie de 11 ha. Elle prend la forme d’un parallélogramme de 525 m sur son grand côté et de 250 m sur son petit côté, orienté dans une direction générale vers le nord-ouest. Sa plus grande diagonale, entre la pointe nord-ouest (place Louis-Aragon) et la pointe sud-est (square Barye), atteint un peu plus de 700 m.

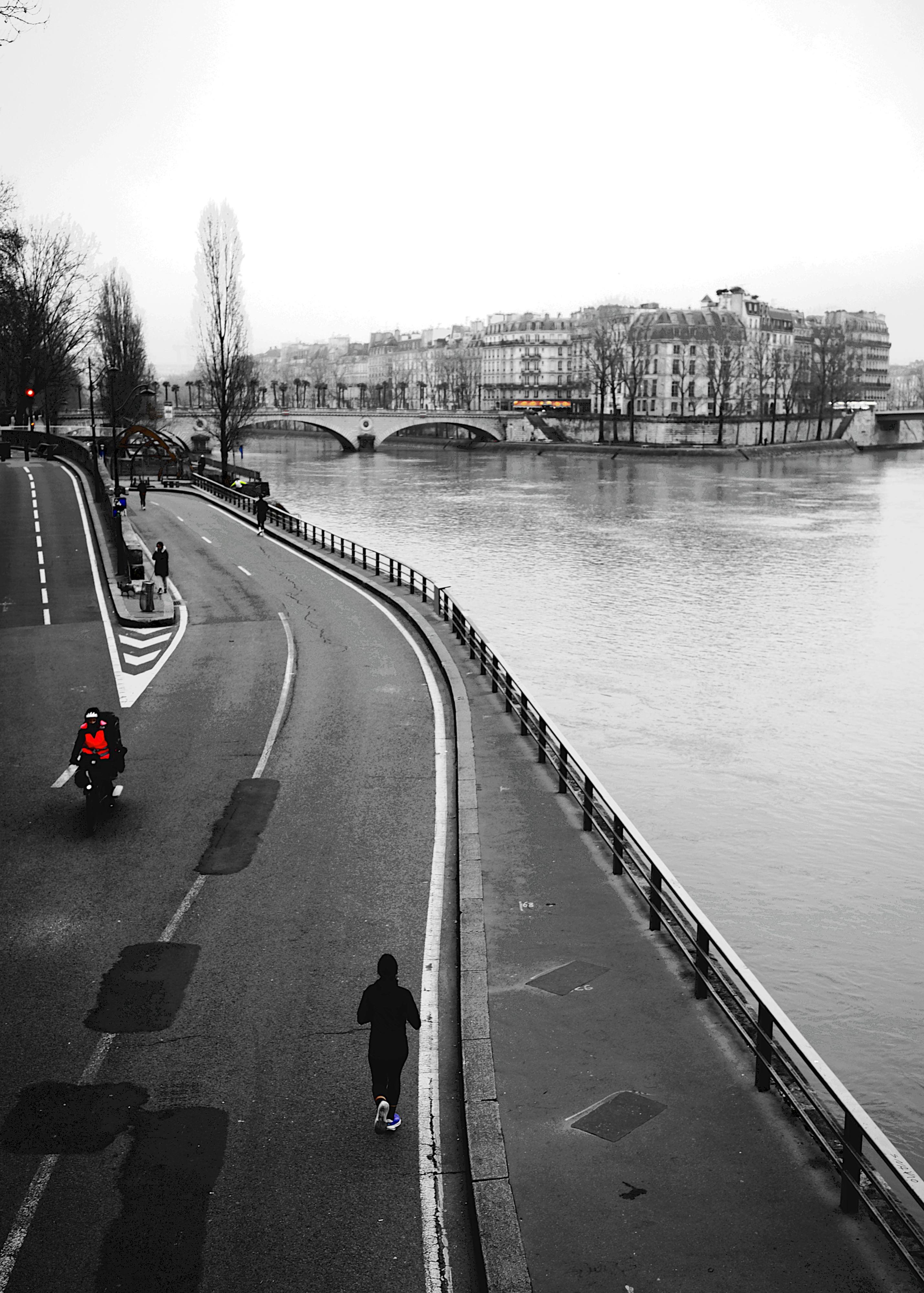
L'île Saint-Louis vue depuis le pont d'Arcole.

L’île Saint-Louis est, avec l’île de la Cité, l’une des deux îles naturelles de la Seine subsistant encore de nos jours à Paris (l’actuelle île aux Cygnes est entièrement artificielle).
Administrativement, l’île Saint-Louis fait partie de l’arrondissement de l’Hôtel-de-Ville mieux connu sous l’appellation de 4e arrondissement, dont elle marque la limite sud-est. L’île Saint-Louis et la partie orientale de l’île de la Cité forment le quartier Notre-Dame ou 16e quartier de Paris, l’un des quatre quartiers administratifs du 4e arrondissement.
Avant 1860, l’île Saint-Louis faisait partie de l’ancien 9e arrondissement de Paris et formait à elle seule l’ancien « quartier de l’Île-Saint-Louis ».
Sous la Révolution, elle constituait l'une des 48 sections révolutionnaires parisiennes baptisée section de la Fraternité.
L’île Saint-Louis est connectée au reste de l’arrondissement sur la rive droite du fleuve par trois ponts, plus un quatrième qui la relie à l’île de la Cité, et au 5e arrondissement, sur la rive gauche, par deux autres ponts.

### Ponts
Cinq ponts donnent l’accès à cette île, depuis les rives droite et gauche de la Seine ou depuis l’île de la Cité :
- Le pont Saint-Louis depuis l’île de la Cité ;
- Le pont de la Tournelle depuis la rive gauche ;
- Le pont de Sully depuis la rive gauche et la rive droite ;
- Le pont Louis-Philippe depuis la rive droite ;
- Le pont Marie depuis la rive droite.

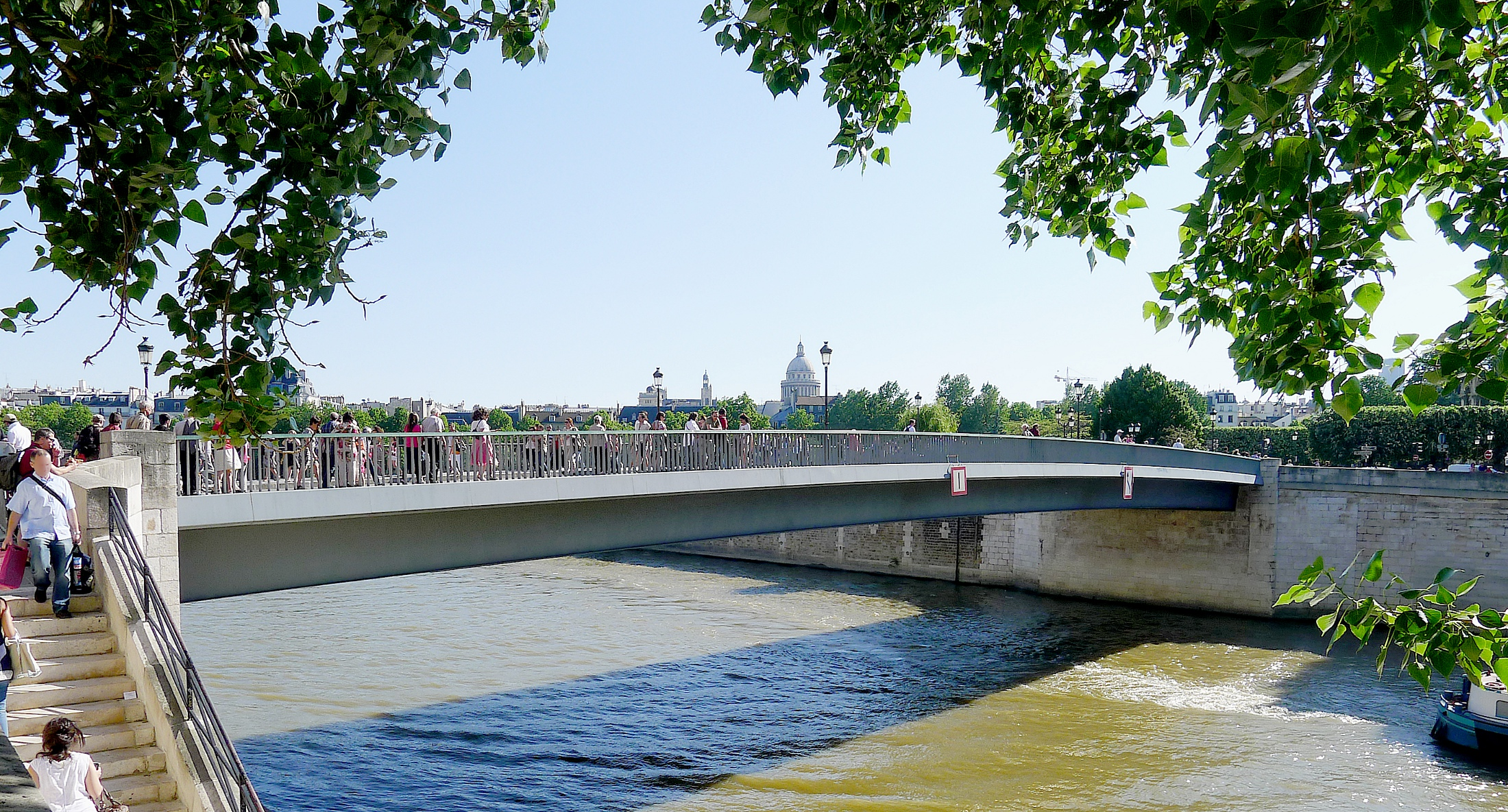
Le pont Saint-Louis vu depuis l'île Saint-Louis en direction de l'île de la Cité.
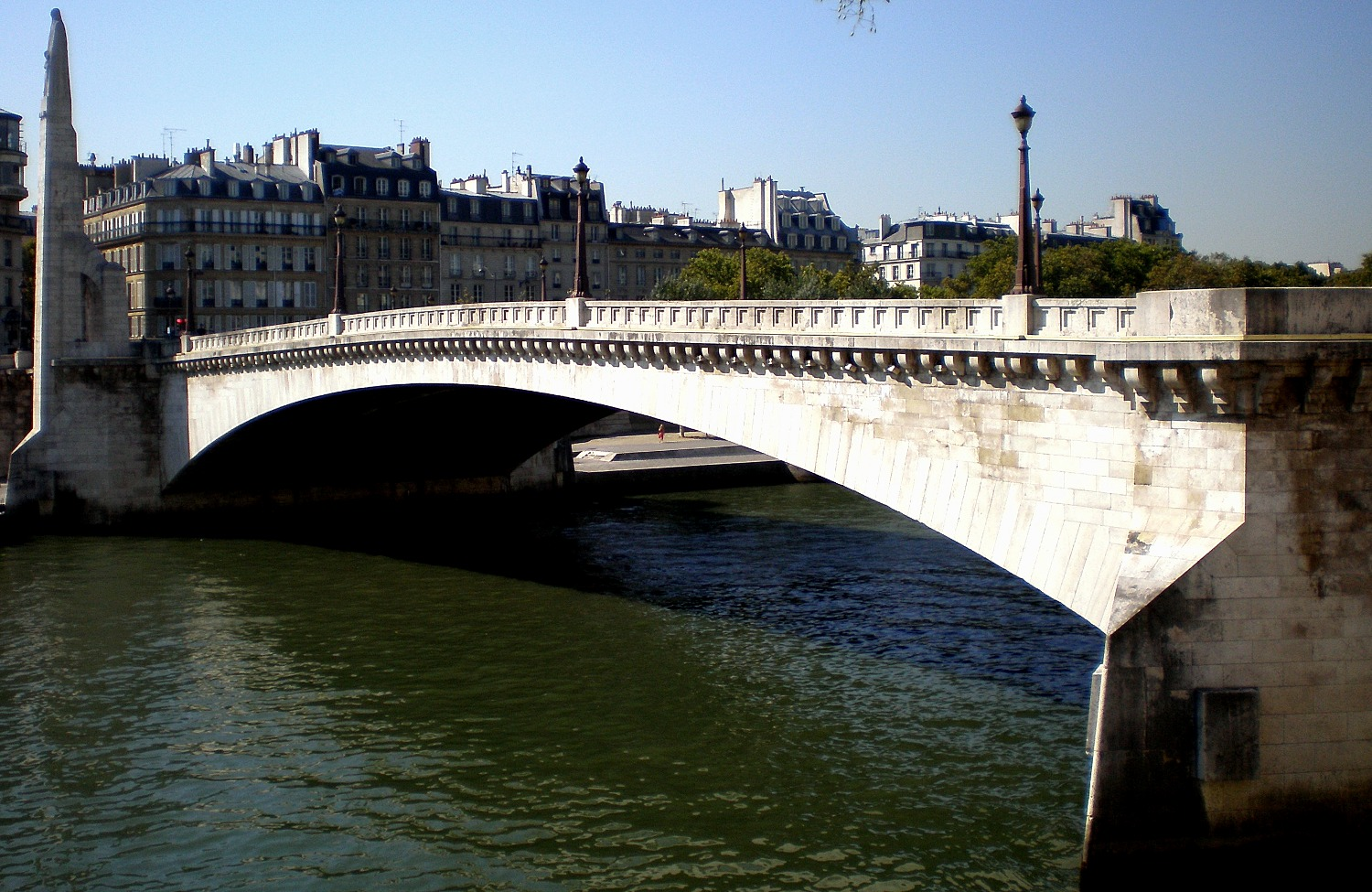
Le pont de la Tournelle, vu depuis l'île Saint-Louis en direction de la rive gauche.
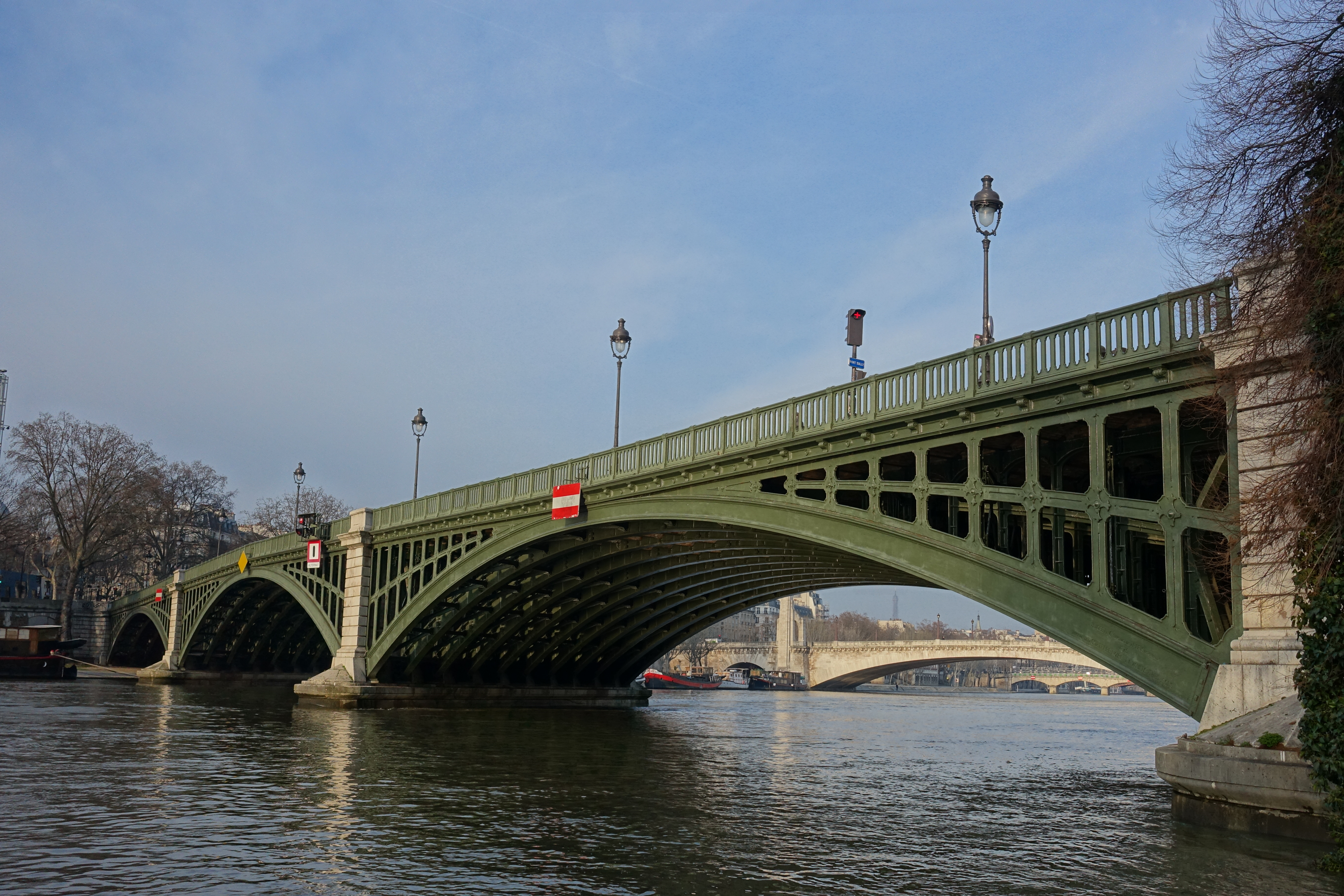
Partie du pont de Sully reliant l'île à la rive gauche (arrière-plan).
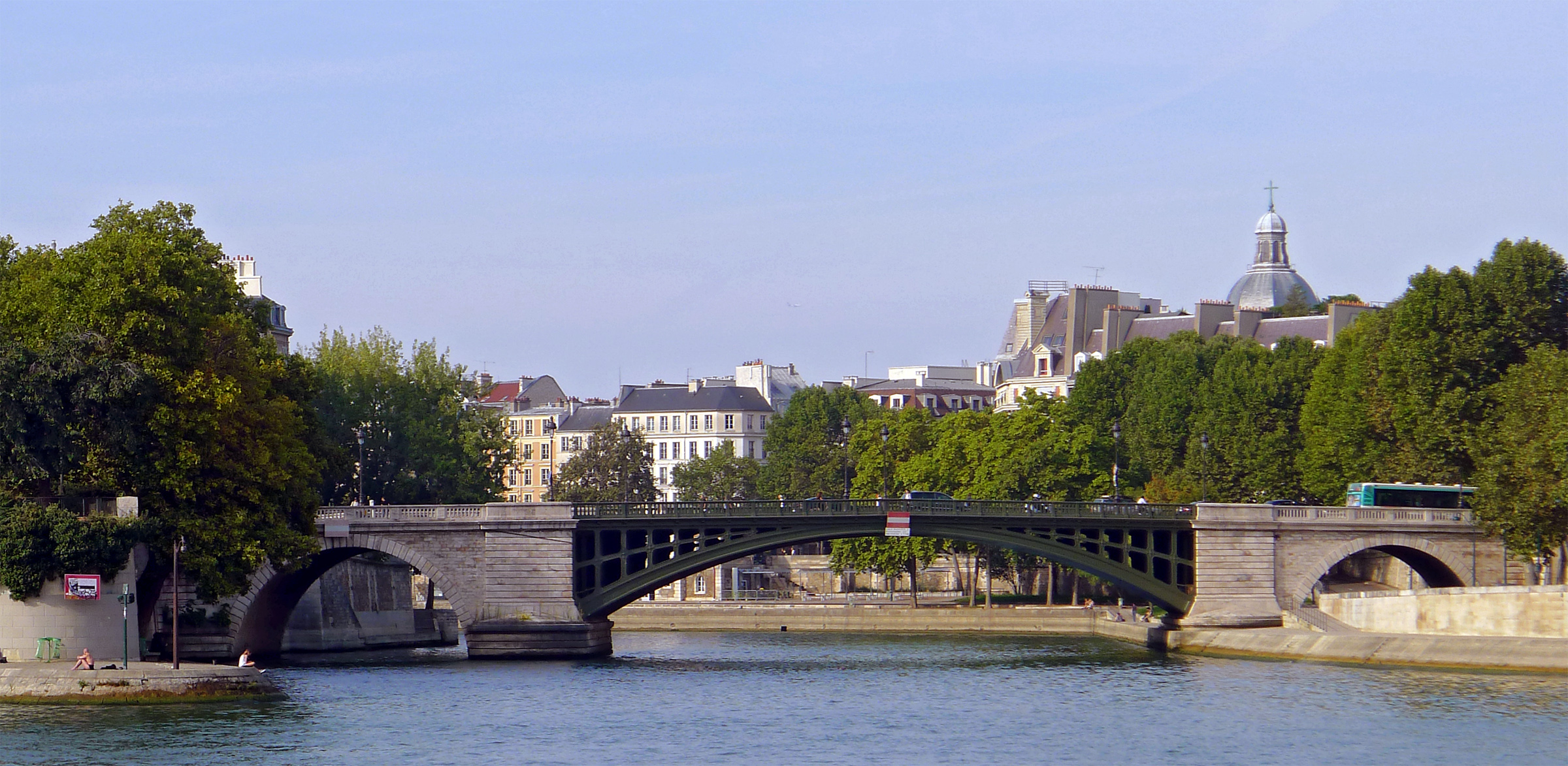
Partie du pont de Sully entre l'île (à gauche) et la rive droite (à droite).
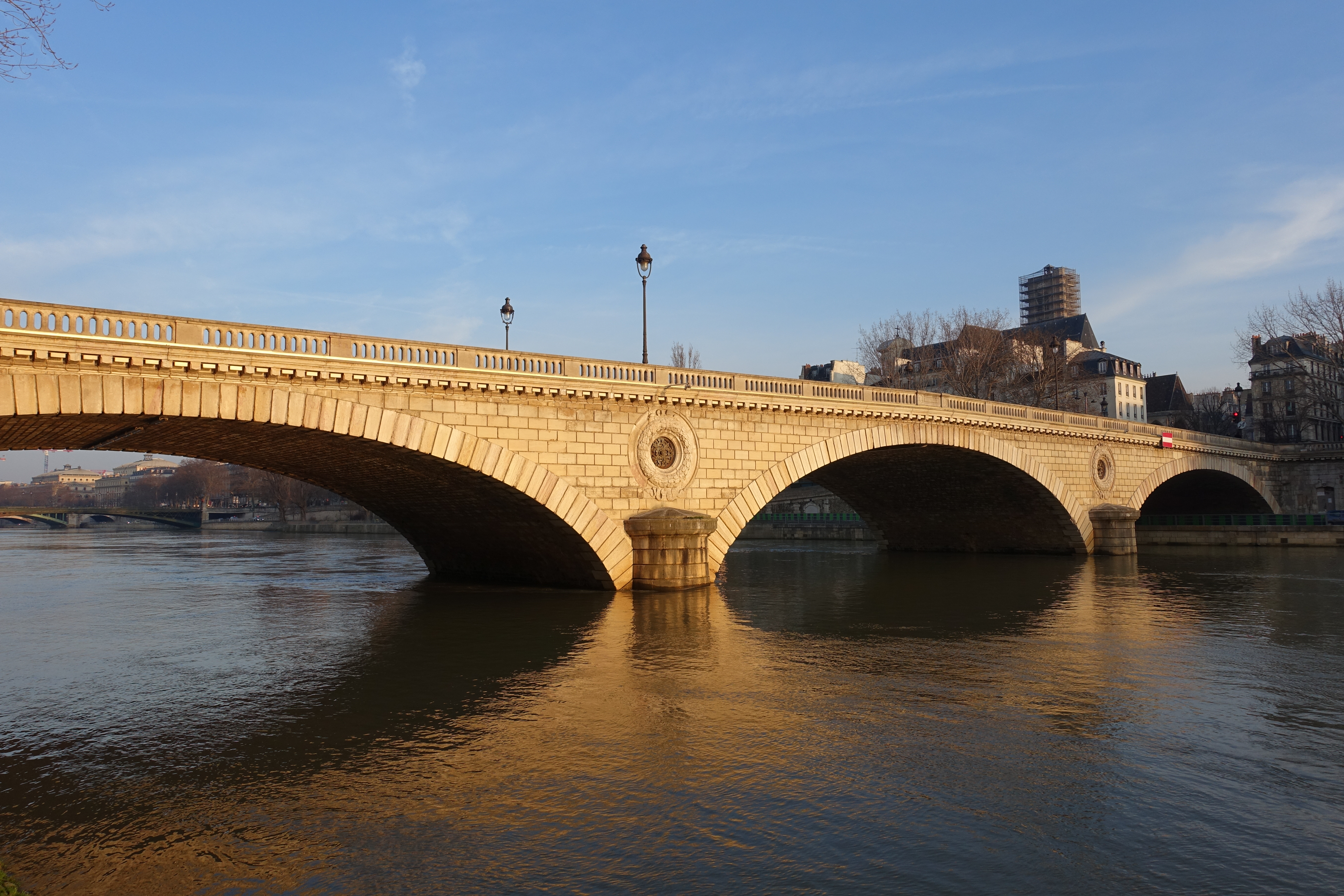
Le pont Louis-Philippe vu depuis l'île, en direction de la rive droite.
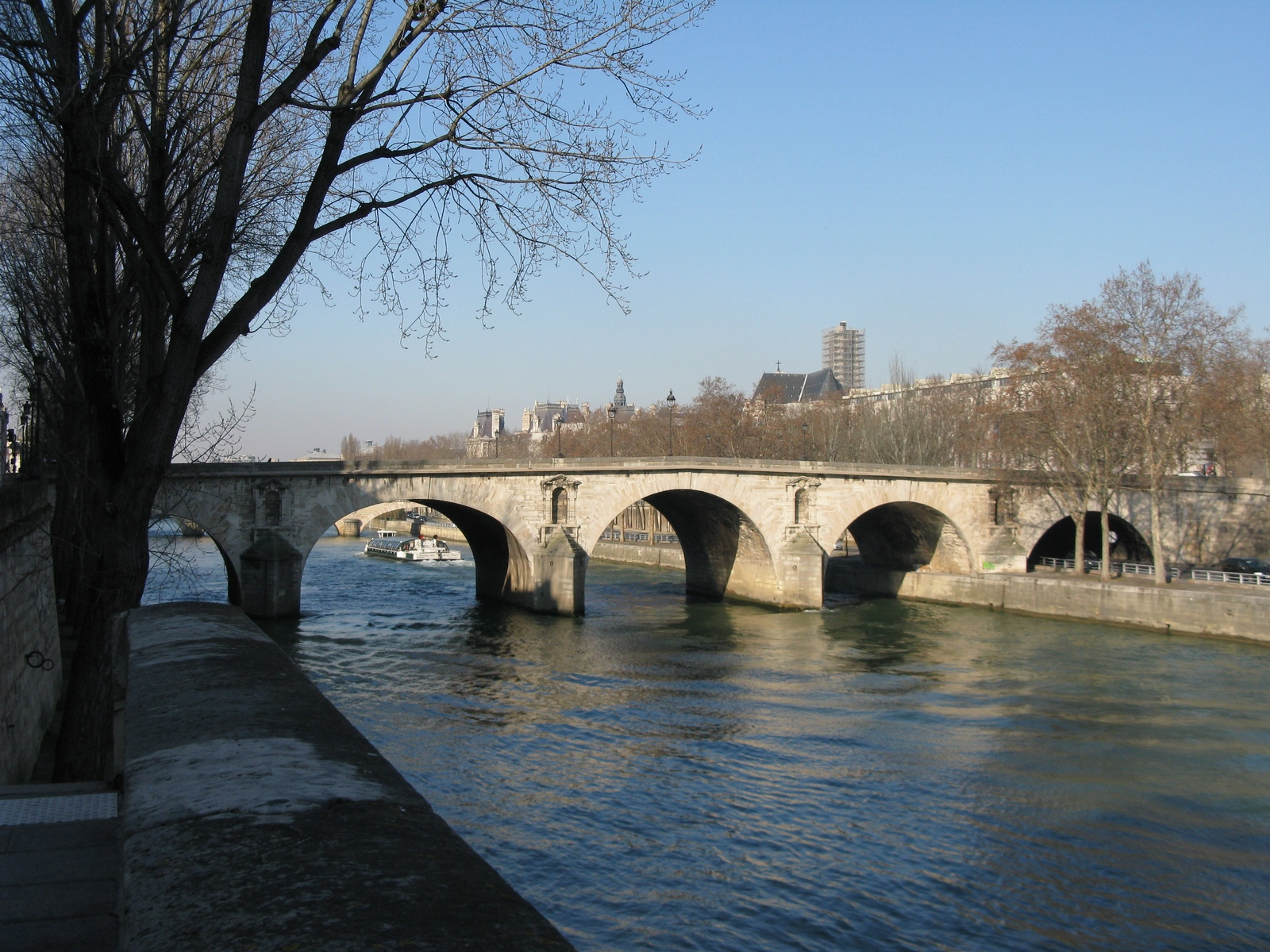
Le pont Marie vue depuis l'île en direction de la rive droite (à droite).

### Voies

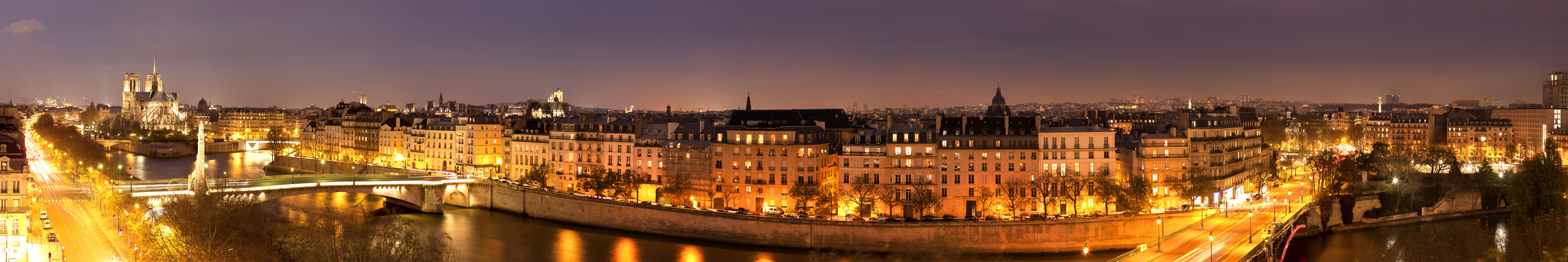
L’île Saint-Louis, vue depuis l’Institut du monde arabe. À gauche, l’île de la Cité.

L’île Saint-Louis est entourée par quatre quais, chacun délimitant grossièrement un quart de l’île :
- quai d'Anjou (rive droite de l’île, du pont Sully au pont Marie) ;
- quai de Bourbon (rive droite, du pont Marie jusqu’à la pointe avale et au pont Saint-Louis) ;
- quai d’Orléans (rive gauche, du pont Saint-Louis au pont de la Tournelle) ;
- quai de Béthune (rive gauche, du pont de la Tournelle au pont Sully).

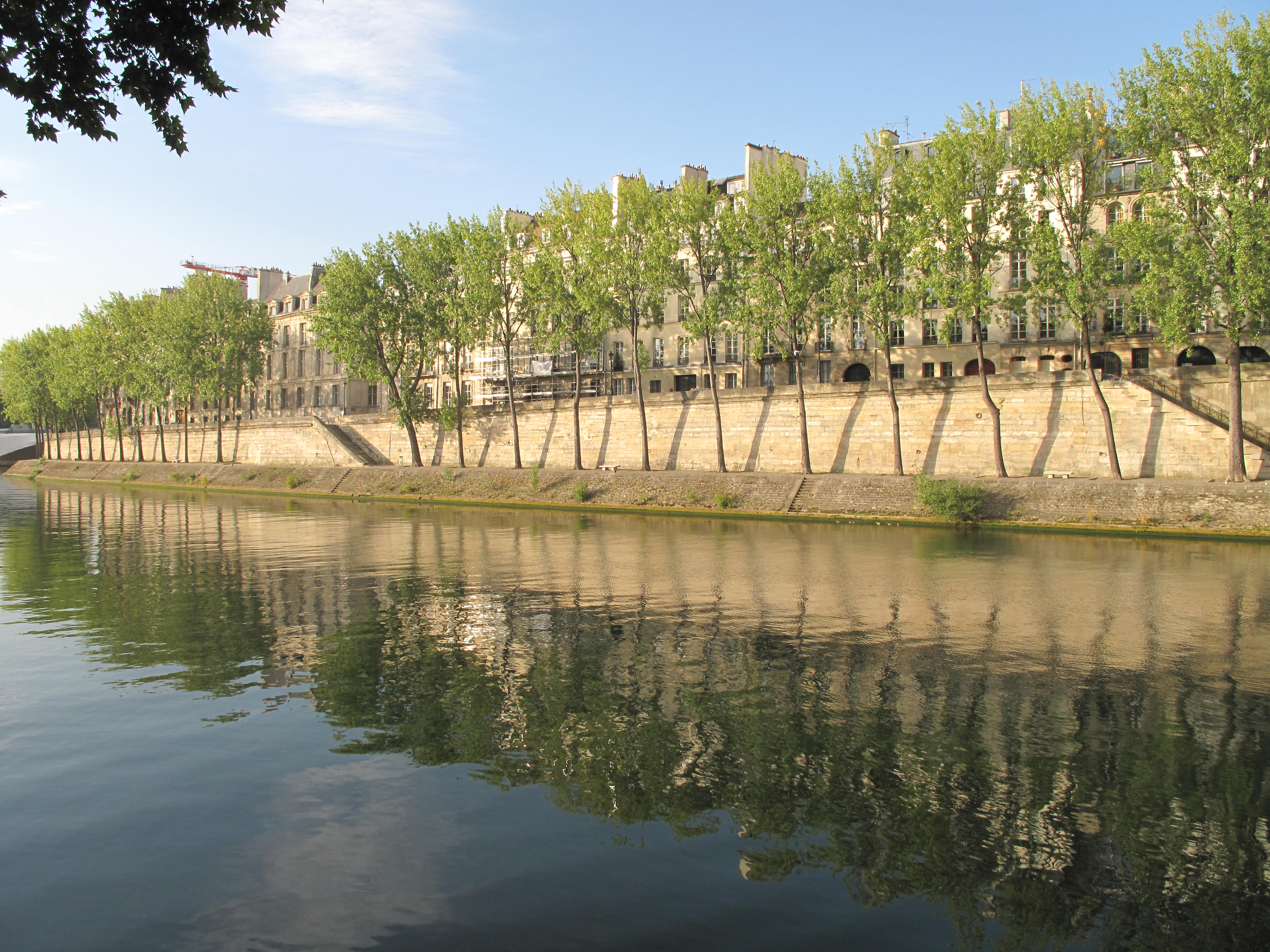
Quai d'Anjou.
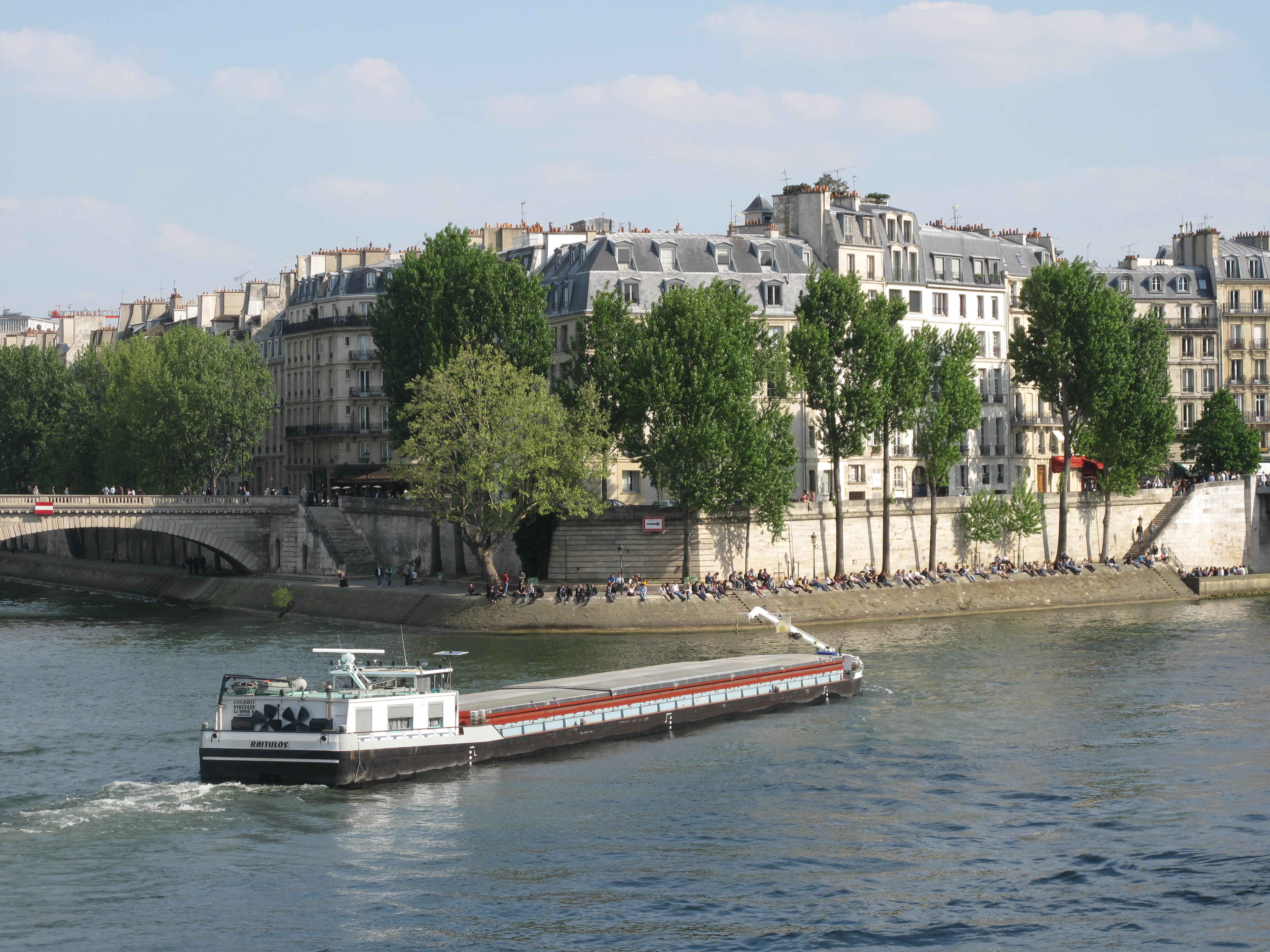
Quai de Bourbon.
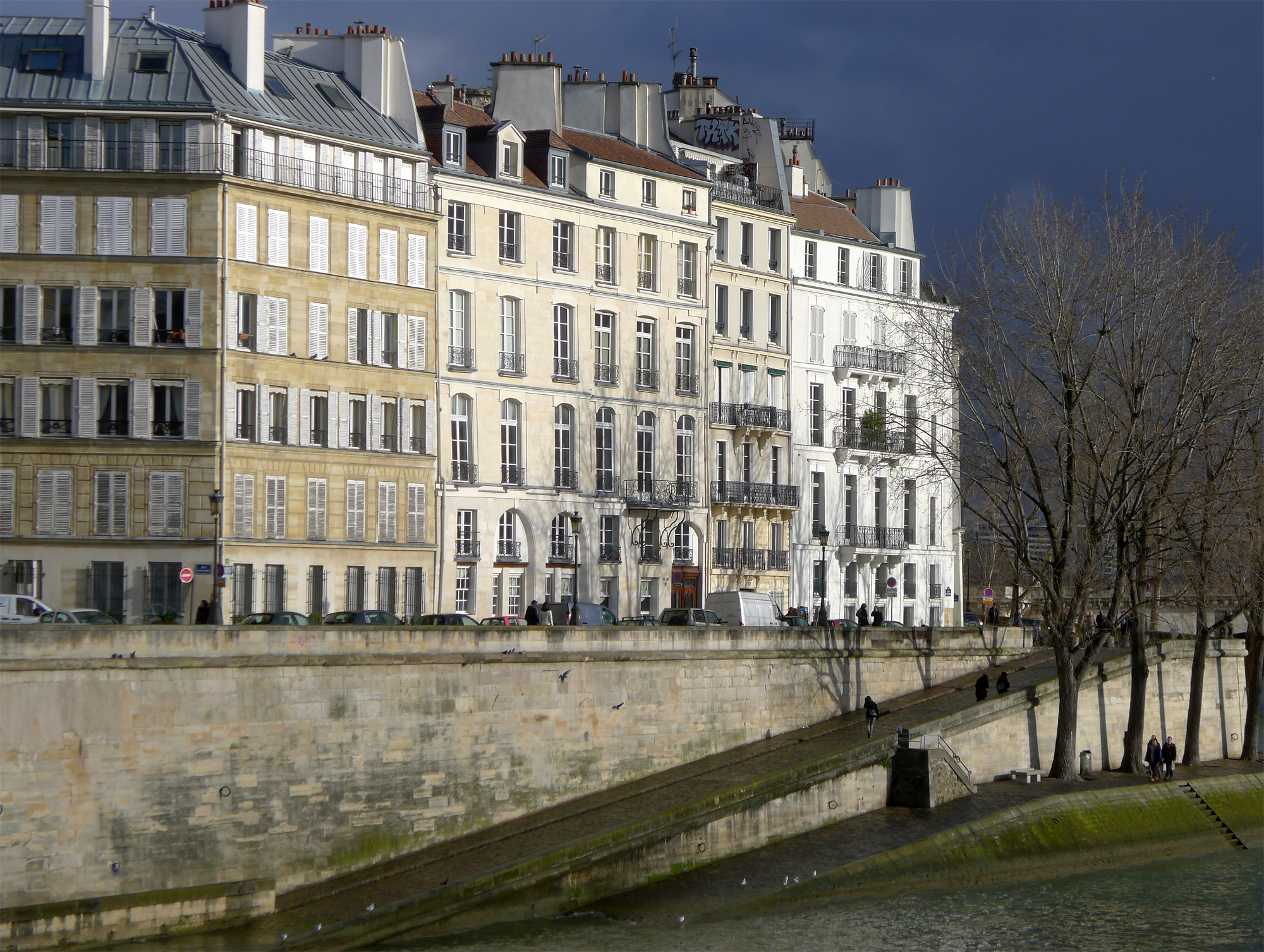
Quai d’Orléans.
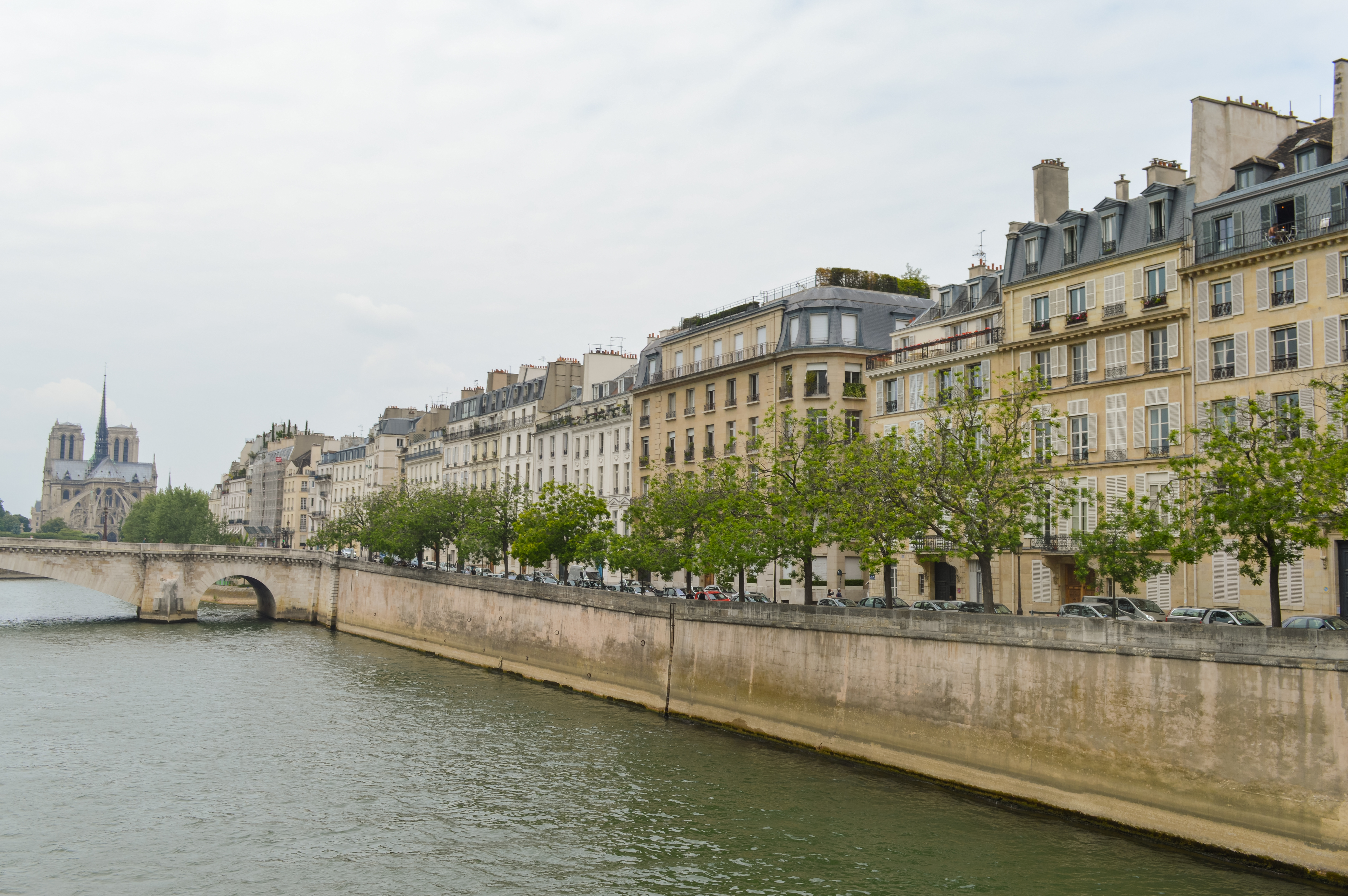
Quai de Béthune.

L’île est traversée en son milieu par la rue Saint-Louis-en-l'Île, unique voie de circulation qui soit parallèle à la Seine (à l’exception des quais).

Carte de l'île Saint-Louis.

Les autres voies de l’île sont toutes perpendiculaires à la rue Saint-Louis-en-l’Île, à l'exception du boulevard Henri-IV. Elles traversent l’île de part en part, sauf trois qui s’arrêtent à la rue Saint-Louis-en-l’Île. Depuis l’amont vers l’aval, on trouve successivement :
- le boulevard Henri-IV, qui se poursuit entre les deux parties du pont Sully ;
- la rue de Bretonvilliers, entre le quai de Béthune et la rue Saint-Louis-en-l’Île ;
- la rue Poulletier, entre le quai de Béthune et le quai d’Anjou ;
- la rue des Deux-Ponts, entre le pont de la Tournelle et le pont Marie ;
- la rue Budé, entre le quai d’Orléans et la rue Saint-Louis-en-l’Île ;
- la rue Le Regrattier, entre le quai d’Orléans et le quai de Bourbon ;
- la rue Boutarel, entre le quai d’Orléans et la rue Saint-Louis-en-l’Île ;
- la rue Jean-du-Bellay, entre le pont Saint-Louis et le pont Louis-Philippe.

En outre,
- la place Louis-Aragon est située sur la pointe nord-ouest (pointe aval) de l’île, au-delà du quai de Bourbon.

### Transports en commun
L’île Saint-Louis n'est desservie directement par aucune ligne de métro. Les stations les plus proches sont celles de Pont Marie et Sully - Morland, sur la ligne 7, sur la rive droite de la Seine.

## Historique

### Origine

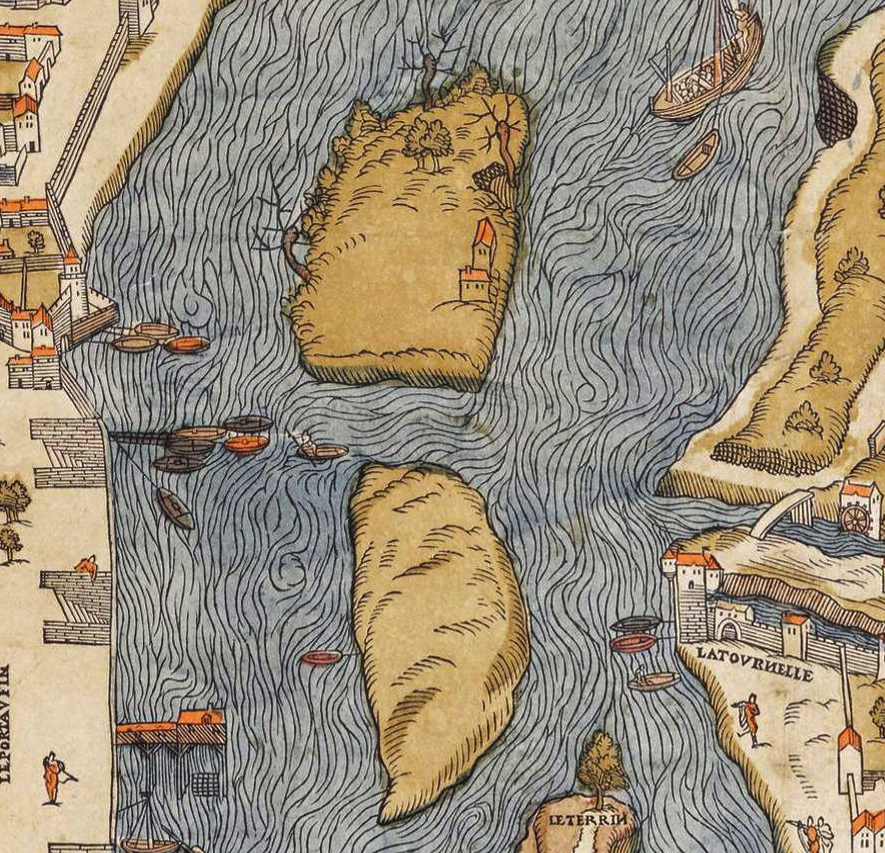
L'île aux Vaches et l'île Notre-Dame sur le plan de Truschet et Hoyau (1550).

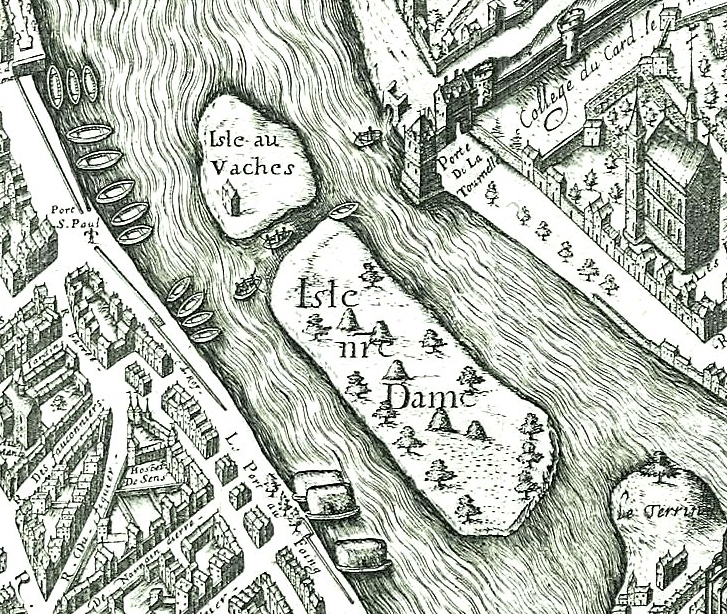
L'île aux Vaches et l'île Notre-Dame sur le plan de Vassalieu (1609).

Avant son urbanisation, le site actuel de l’île Saint-Louis est appelé l’île Notre-Dame. Elle est donnée par le roi Charles le Chauve à l’évêque de Paris en 867. Les chanoines de Notre-Dame en récupèrent la propriété peu après. L’île est reliée à la rive gauche du fleuve par une passerelle à l’emplacement de l’actuel pont de la Tournelle. Elle sert essentiellement de zone de pâturage et d’entrepôt, mais également parfois à certaines cérémonies chevaleresques.
Au XIIIe siècle, lorsque Paris est fortifié par l’enceinte de Philippe Auguste, un chenal (ou un bras de la Seine) coupe en deux l’île actuelle, alors inhabitée, dans le prolongement des murs d’enceinte, au niveau de l'actuelle rue Poulletier. La partie ouest, à peu près les deux tiers, est appelée île Notre-Dame, et la partie est île aux Vaches. Louis IX fait chevalier son fils le futur Philippe III le Hardi dans l’île Notre-Dame avant leur départ pour la huitième croisade.
L'île aux Vaches est une île inhabitée essentiellement recouverte de prairies. Elle est utilisée pour des jeux et le blanchissage des toiles. Elle est réunie à l'île Notre-Dame située immédiatement en aval à la fin du XVIIe siècle, lors de l'opération urbaine qui contribue à former l'actuelle île Saint-Louis.

### Urbanisation

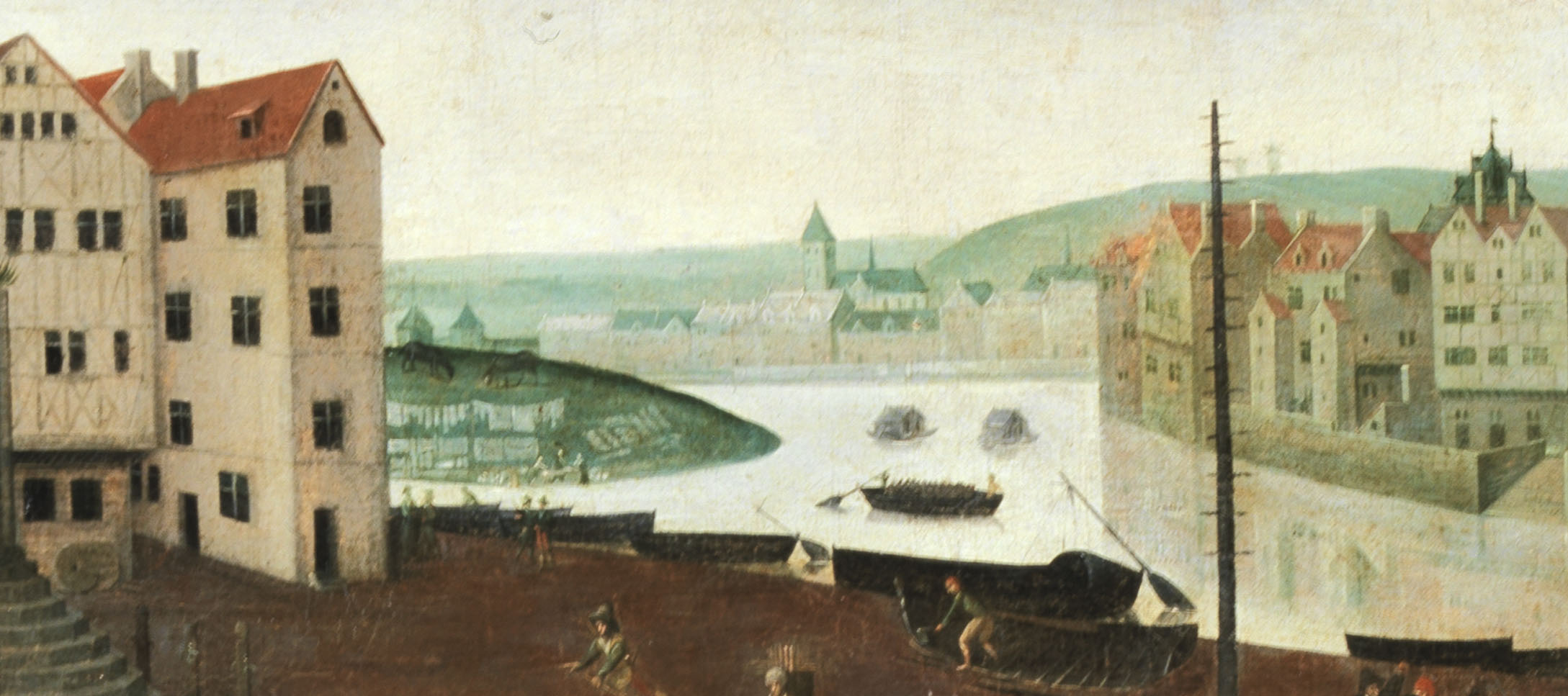
À gauche sur l'image, l'île Notre-Dame (ie partie occidentale de l'île Saint-Louis actuelle) en 1590 ou 1593 ; à cette époque l'île n'est pas encore lotie. (Musée Carnavalet).

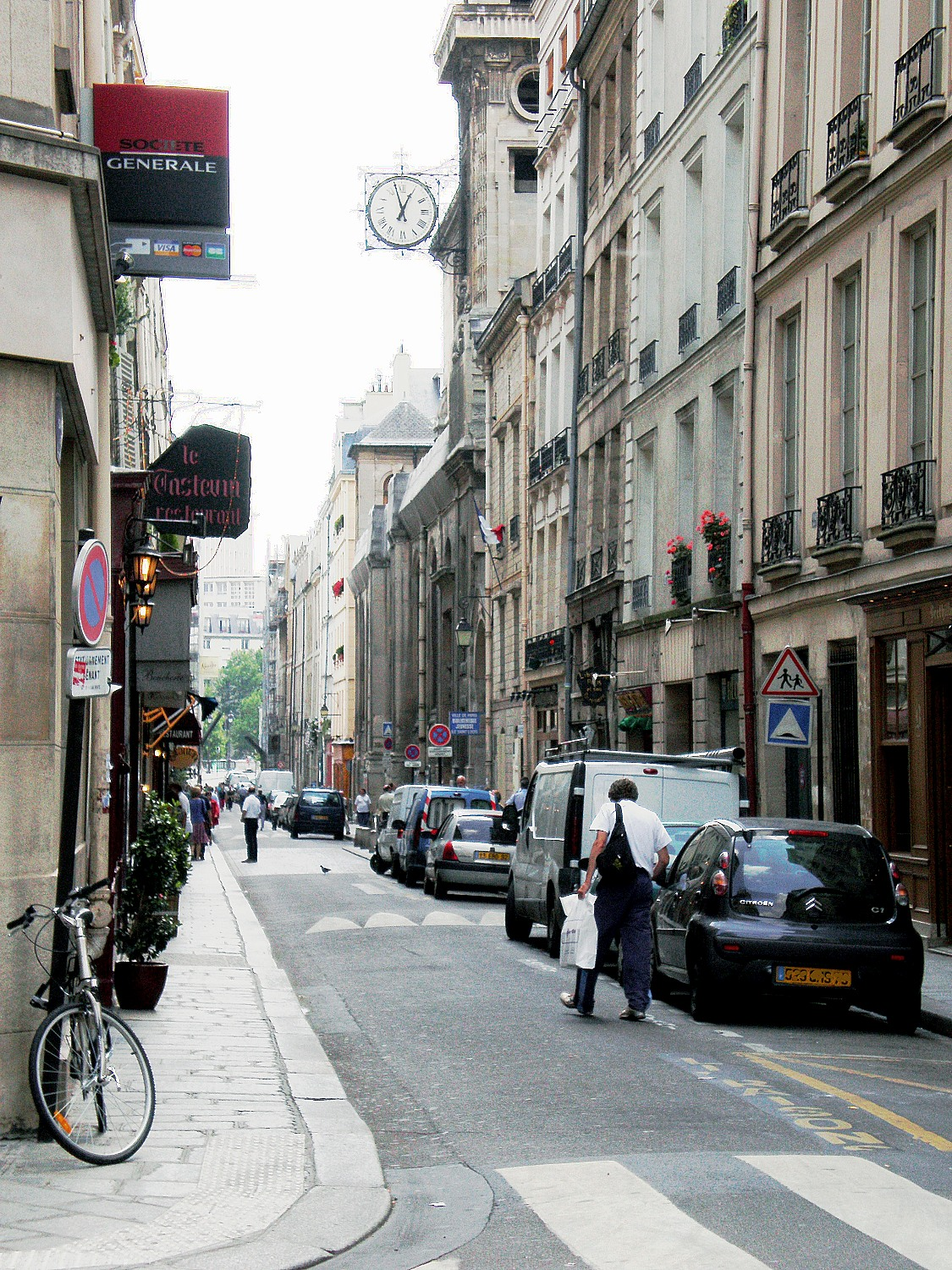
Rue Saint-Louis-en-l’Île en 2007 vue dans la direction du pont de Sully.

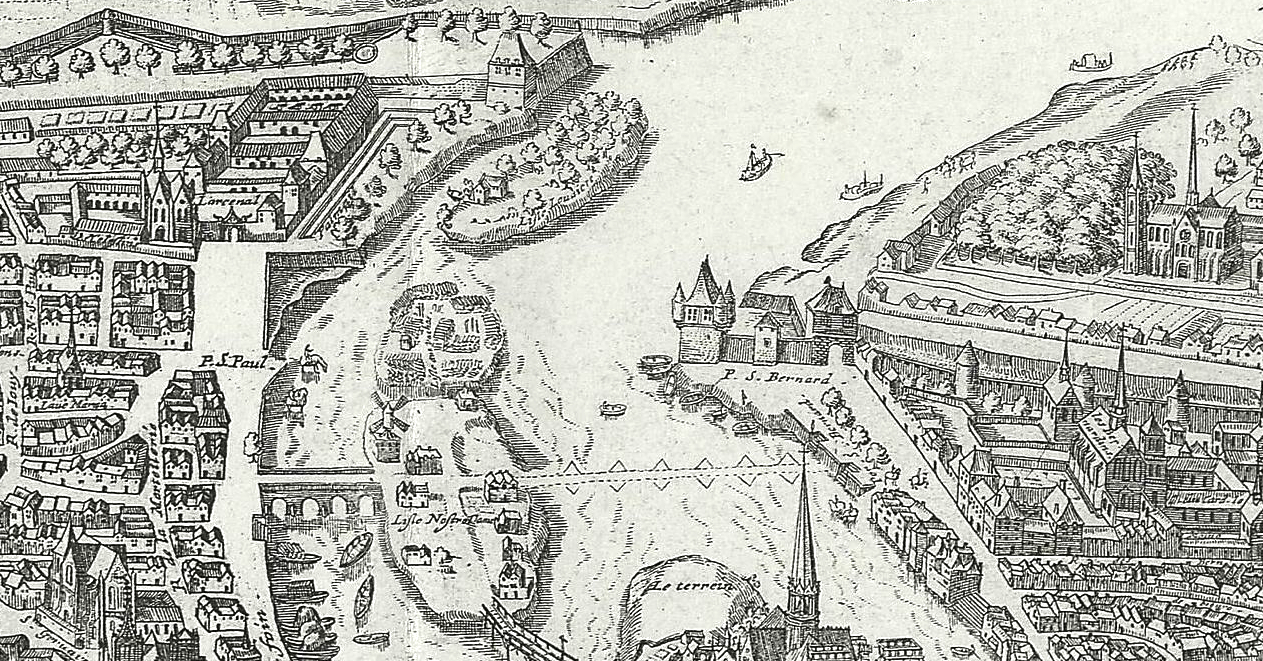
Îles Louviers, aux Vaches et Notre-Dame en 1630 (plan de Tavernier).

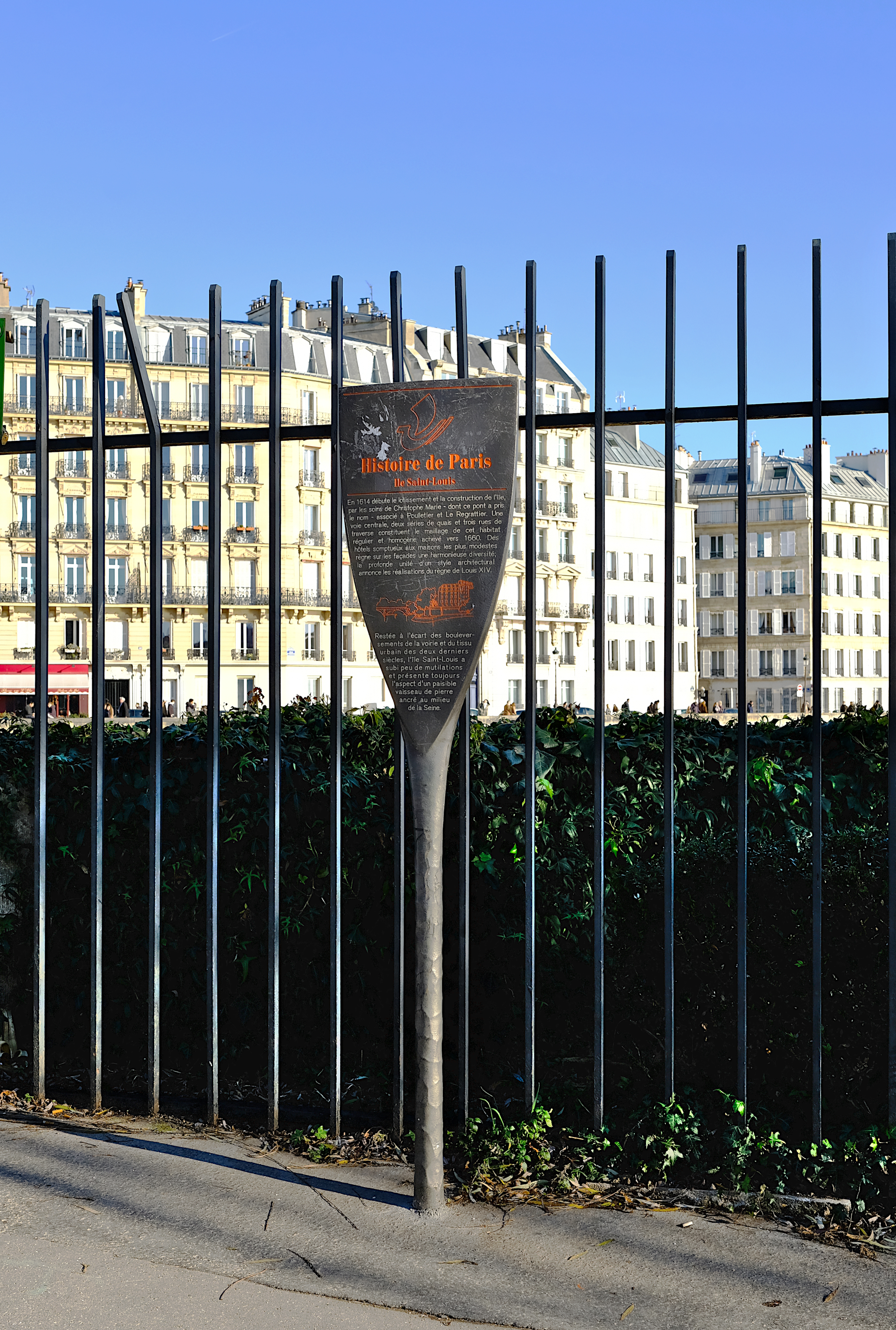
Panneau histoire de Paris Île Saint-Louis.

Des projets d’urbanisation de ces deux îles sont élaborés sous le règne d’Henri IV, mais c’est sous le règne de son fils Louis XIII, sous la régence de Marie de Médicis en 1614, que cette tâche est confiée à Christophe Marie, entrepreneur général des Ponts. Il s’agit alors d’une des premières opérations d’urbanisme d’envergure à Paris. Marie s’associe à deux entrepreneurs, Lugles Poulletier et François Le Regrattier, et est chargé à ses frais de combler le chenal, de construire des ponts pérennes et de renforcer les quais, en échange d’un droit sur le lotissement du terrain.
Malgré l’opposition des chanoines de Notre-Dame, l’île est habitée et couverte de maisons depuis environ 1640, les opérations d’urbanisme se poursuivent pendant une trentaine d’années jusqu’au milieu du XVIIe siècle.
Le chenal séparant les deux îles est comblé par l'entrepreneur Christophe Marie, afin de ne former qu’une seule île. Celle-ci est entourée de quais visant à assurer la stabilité et l’horizontalité de la zone ; leur hauteur permet de maintenir le terrain à l’abri des crues du fleuve. Le plan des rues adopte une forme en damier où les voies de circulation se coupent à angle droit. L’île est structurée par la rue Saint-Louis-en-l'Île, sa principale artère, qui la parcourt pratiquement sur toute sa longueur d’est en ouest.
L’île Saint-Louis voit également la construction d’un nombre important d’hôtels particuliers, qui la font surnommer « l’île des palais ». Le lotissement est pratiquement achevé en 1664. Un certain nombre de ces hôtels sont l’œuvre de l'architecte Louis Le Vau (qui s’y installe d’ailleurs avec sa famille en 1639) et de son frère François Le Vau (lui aussi installé sur l’île). Ce dernier dessine les plans de l’église Saint-Louis-en-l’Île, bâtie en 1644.
Plusieurs ponts sont construits afin de relier l’île au reste de la capitale : le pont Marie est achevé en 1635, le pont de la Tournelle en 1656. La liaison entre l’île Saint-Louis et l’île de la Cité, inaugurée vers 1630, s’effondre à plusieurs reprises et sera reconstruite six fois au cours des siècles suivants.

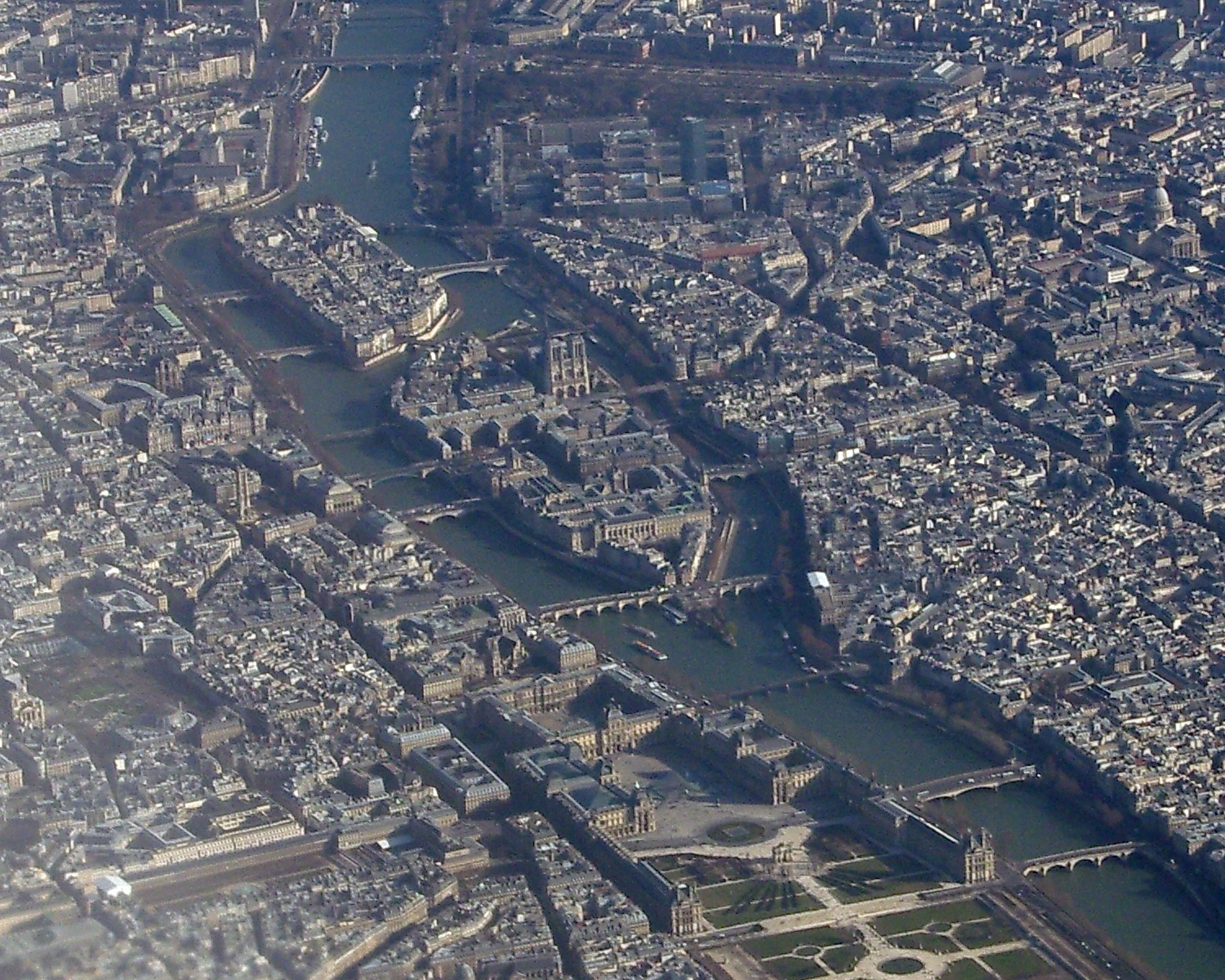
Vue aérienne de nord-ouest, l'île Saint-Louis en haut derrière l'île de la Cité.

En 1725, l’île Saint-Louis prend son nom actuel, qu'elle tient du roi Louis IX, surnommé Saint Louis, saint patron et ancêtre de Louis XIII. Selon la légende, il avait l’habitude de venir prier sur l’île aux Vaches et y aurait pris la croix avec ses chevaliers en 1269 avant de partir pour la huitième croisade (expédition qui lui sera fatale : Louis IX meurt de dysenterie sous les murs de Tunis un an plus tard).
Après son urbanisation, le centre de gravité de la capitale se déplace en aval du fleuve et l’île Saint-Louis ne connaît que peu de transformations. Le pont Louis-Philippe relie l’île à la rive droite en 1862. Le pont de Sully est construit à l’est de l’île en 1876 en remplacement de deux passerelles.
En 1924, les habitants de l’île, qui se font appeler les Ludovisiens, ont leur journal, Le Sémaphore, « organe de défense des intérêts matériels et spirituels des insulaires ».
Le pont Saint-Louis, dernier avatar des passerelles entre les deux îles, est inauguré en 1970.
Depuis le début des années 1980, l’île Saint-Louis est un choix privilégié pour les résidences secondaires ou pieds-à-terre à Paris. À l’intérieur de l’île, les appartements de petites surfaces ont été majoritairement transformés en résidences secondaires.
L'hôtel Lambert, un des plus beaux hôtels particuliers de l'île, est racheté par Abdallah Ben Abdallah-Al-Thani, de la famille princière du Qatar, puis, en 2022, devient la propriété de l'homme d'affaires français Xavier Niel. Il connaît un important incendie en juillet 2013.

### Démographie
En 2016, l’île Saint-Louis compte 2 323 habitants. Avec 21 118 hab./km2, la densité de population de l’île est un peu inférieure à la moyenne parisienne.
Le tableau ci-dessous résume l'évolution de la population de l'île depuis 1800 (chiffres manquants pour les recensements de 1861 à 1990),,,.
| 1800  | 1817  | 1831  | 1836  | 1841  | 1846  | 1851  | 1856  |
| ----- | ----- | ----- | ----- | ----- | ----- | ----- | ----- |
| 4 703 | 5 778 | 6 078 | 6 548 | 7 141 | 7 625 | 8 296 | 9 739 |

| 1861 | 1866 | 1872 | 1876 | 1881 | 1886 | 1891 | 1896 |
| ---- | ---- | ---- | ---- | ---- | ---- | ---- | ---- |
| -    | -    | -    | -    | -    | -    | -    | -    |

| 1901 | 1906 | 1911 | 1921 | 1926 | 1931 | 1936 | 1946 |
| ---- | ---- | ---- | ---- | ---- | ---- | ---- | ---- |
| -    | -    | -    | -    | -    | -    | -    | -    |

| 1954 | 1962 | 1975 | 1982 | 1990 | 1999  | 2007  | 2013  |
| ---- | ---- | ---- | ---- | ---- | ----- | ----- | ----- |
| -    | -    | -    | -    | -    | 2 984 | 2 465 | 2 323 |

## Bâtiments remarquables et lieux de mémoire

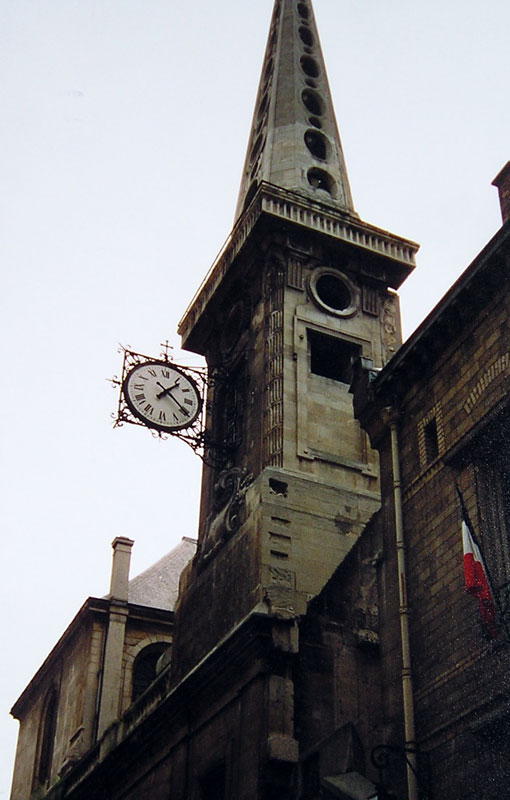
Le clocher et l’horloge de l’église Saint-Louis-en-l’Île.

L’île Saint-Louis est à vocation résidentielle, commerciale et hôtelière. Elle accueille un certain nombre d’hôtels particuliers en bord de Seine.
Parmi les hôtels de l’île en bord de Seine, on peut citer :
- l’hôtel Lambert, situé près de la pointe amont de l’île, le long du quai d'Anjou, créé par l’architecte Louis Le Vau.
- l’hôtel Aubert-Perrot ;
- l’hôtel de Chenizot ;
- l’hôtel Comans-Richelieu ;
- l’hôtel de Gontaut-Biron ;
- l’hôtel de Lauzun ;
- l’hôtel Le Charron ;
- l’hôtel Lefebure de la Malmaison ;
- l’hôtel Lefèvre de la Barre ;
- l’hôtel Le Vau ;
- l’hôtel Sainctot ;
- l’hôtel de Pierre Viole ;
- l’hôtel Potart ;
- la maison Gruyn de Bordes ;
- le pavillon de Bretonvilliers.

La seule église de l’île est l’église Saint-Louis-en-l'Île, œuvre de l’architecte François Le Vau, frère cadet de Louis Le Vau.
La pointe amont de l’île est occupée par le square Barye, qui contient un monument au sculpteur Antoine-Louis Barye.
Le glacier Berthillon est installé au 29-31, rue Saint-Louis-en-l'Île.

## Personnalités
Dès avant la constitution de l'île Saint-Louis, Denis Martinot (le jeune), maître horloger, demeure « en l'île Notre-Dame, enseigne Saint-Nicolas » (voir Île Notre-Dame).
- L’acteur et réalisateur Daniel Auteuil[23]
- Germaine Arbeau-Bonnefoy[24], fondatrice des concerts Musigrains, et son époux, le compositeur Pierre Arbeau-Barreau
- L’acteur Édouard Baer[23]
- L'éditeur, écrivain et historien Jean-Luc Barré[25]
- Charles Baudelaire y résida entre 1842 et 1845 (22, quai de Béthune, puis 15 et 17, quai d’Anjou)[26]
- L’humoriste Guy Bedos[23]
- La princesse Marthe Bibesco, écrivain, habitait au numéro 45, quai de Bourbon de 1948 à 1973[27].
- Léon Blum habitait au numéro 25, quai de Bourbon pendant les années du Front populaire[28]. Cet hôtel appartenait en 1662 au secrétaire du roi Antoine Moreau.
- L’acteur Jean-Claude Brialy y tint un restaurant, L’Orangerie[29].
- L'écrivain Francis Carco y vécut, au 18 quai de Béthune, de 1948 à sa mort en 1958[30].
- René Cassin, Prix Nobel de la paix en 1968, résida au 36 quai de Béthune de 1952 à sa mort, en 1976, comme le signale une plaque en façade.
- Paul Cézanne, artiste peintre, résida au 15 quai d'Anjou[31].
- Camille Claudel habitait au numéro 19, quai de Bourbon de 1899 à 1913[32].
- Marie Curie habita au 36, quai de Béthune de 1912 à 1934[33].
- L’humoriste Jamel Debbouze et la journaliste Mélissa Theuriau[23]
- Le peintre Jean Dries y vécut de 1942 à sa mort en 1973.
- Le peintre et dessinateur Pierre-Jean Poitevin (1889-1933) habitait au 28, quai d'Orléans.
- L’écrivain Pierre Drieu la Rochelle (1893-1945) habita dans l’île de 1931 à 1934[34].
- L’homme politique et avocat Roland Dumas[35].
- Le compositeur Henri Dutilleux[36] et son épouse, la pianiste Geneviève Joy
- La chanteuse et poétesse Brigitte Fontaine[37].
- L'écrivain français René Guénon y demeura plusieurs années, rue Saint-Louis-en-l'Île[38].
- La compositrice et claveciniste Élisabeth Jacquet de La Guerre[39].
- Le peintre Paul de Lapparent vécut au 25, quai d'Anjou.
- L'homme de lettres Claude Mauriac y résida au 24, quai de Béthune[40]
- Georges Moustaki, compositeur et interprète, y habita[29].
- Charles-Louis Philippe, (1874-1909), écrivain français[41].
- Georges Pompidou avait sa résidence au 24, quai de Béthune[42], où résidait sa femme Claude, et où il est décédé en 1974.
- La journaliste et écrivain Claude Sarraute y habite, quai de Bourbon[43],[44].
- Le présentateur Pascal Sevran y résida[45].
- Le volcanologue Haroun Tazieff y résida au 15, quai de Bourbon[46], de son retour du Congo en 1953 jusqu'à sa mort en 1998.
- L’écrivain Frédéric Vitoux (1944-)[47], son père Pierre Vitoux et son grand-père Georges Vitoux (1860-1933), journalistes, ont habité au 3, quai d'Anjou

## Lieux de culture

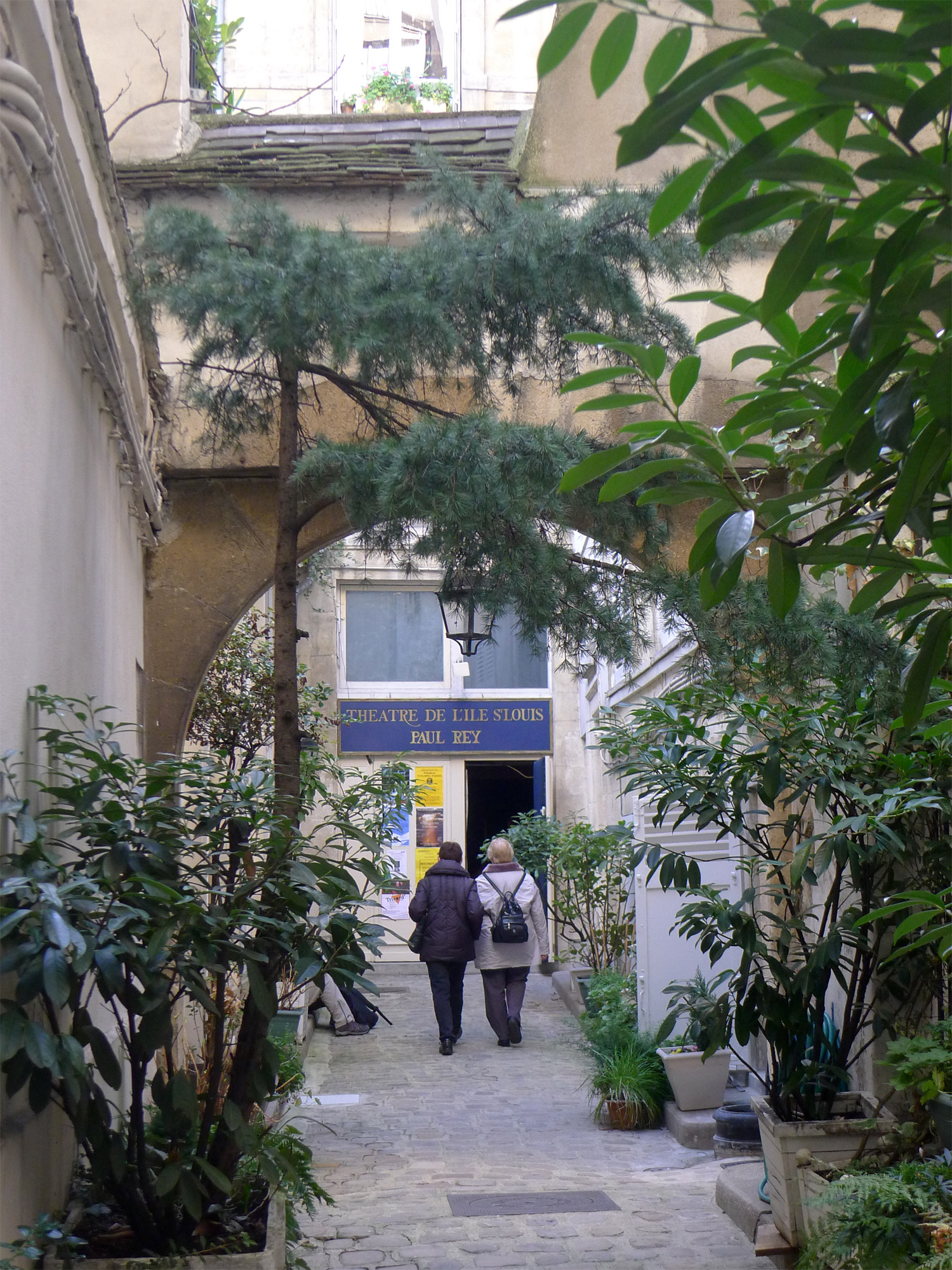
L'entrée du théâtre de l'île Saint-Louis.

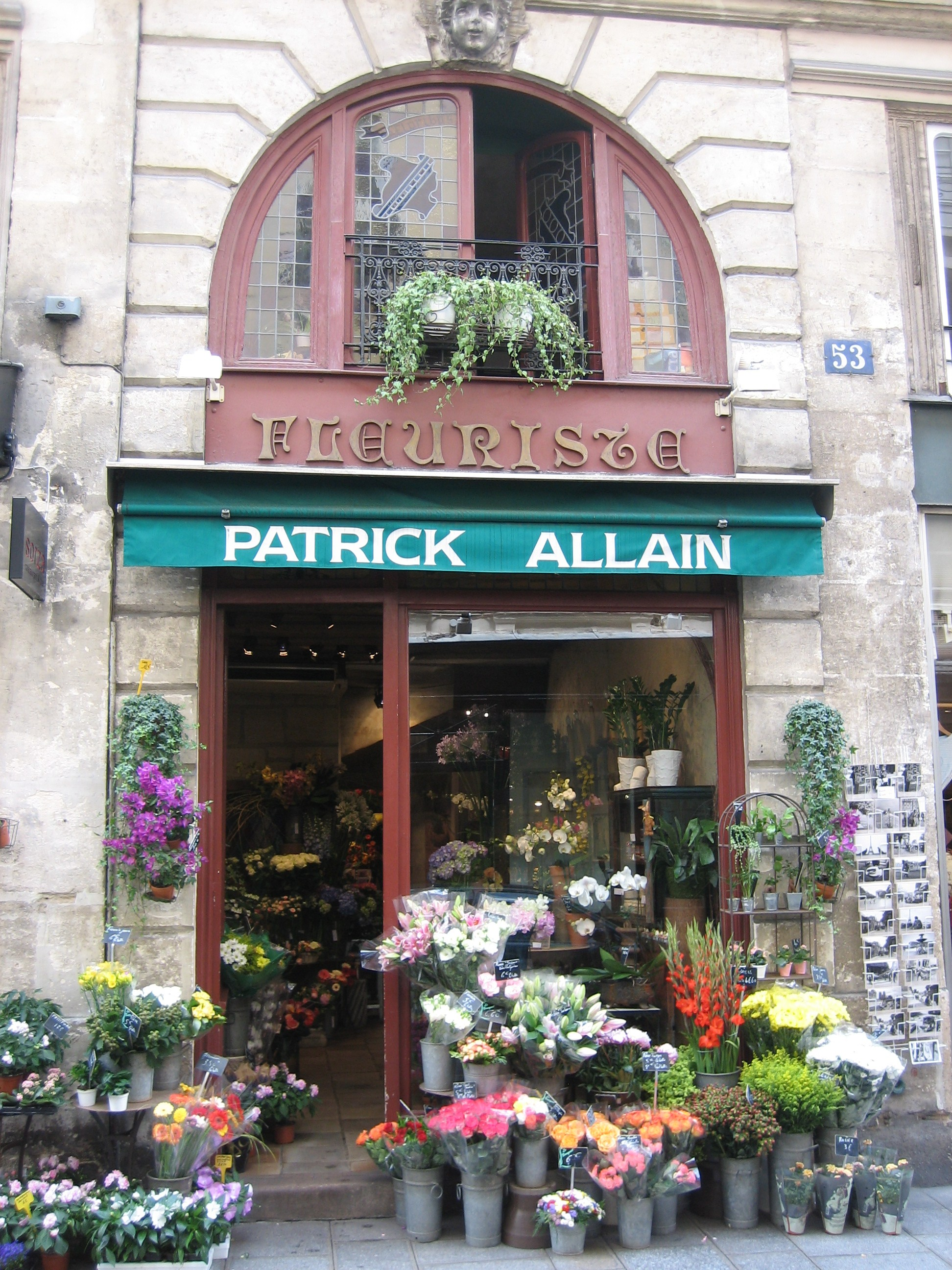
La devanture d'un fleuriste de la rue Saint-Louis-en-l'Île.

- Le théâtre de l'Île-Saint-Louis, situé quai d'Anjou, offre une petite salle à l’italienne et programme des créations contemporaines et des concerts.
- La galerie L'Île aux Images, située rue Saint-Louis-en-l'Île, propose des photographies de collection et des lithographies originales d'époque.
- La librairie Ulysse, située rue Saint-Louis-en-l'Ile, est la première au monde à s'être spécialisée dans les pays et les voyages en 1971[48].

## L'île dans les arts

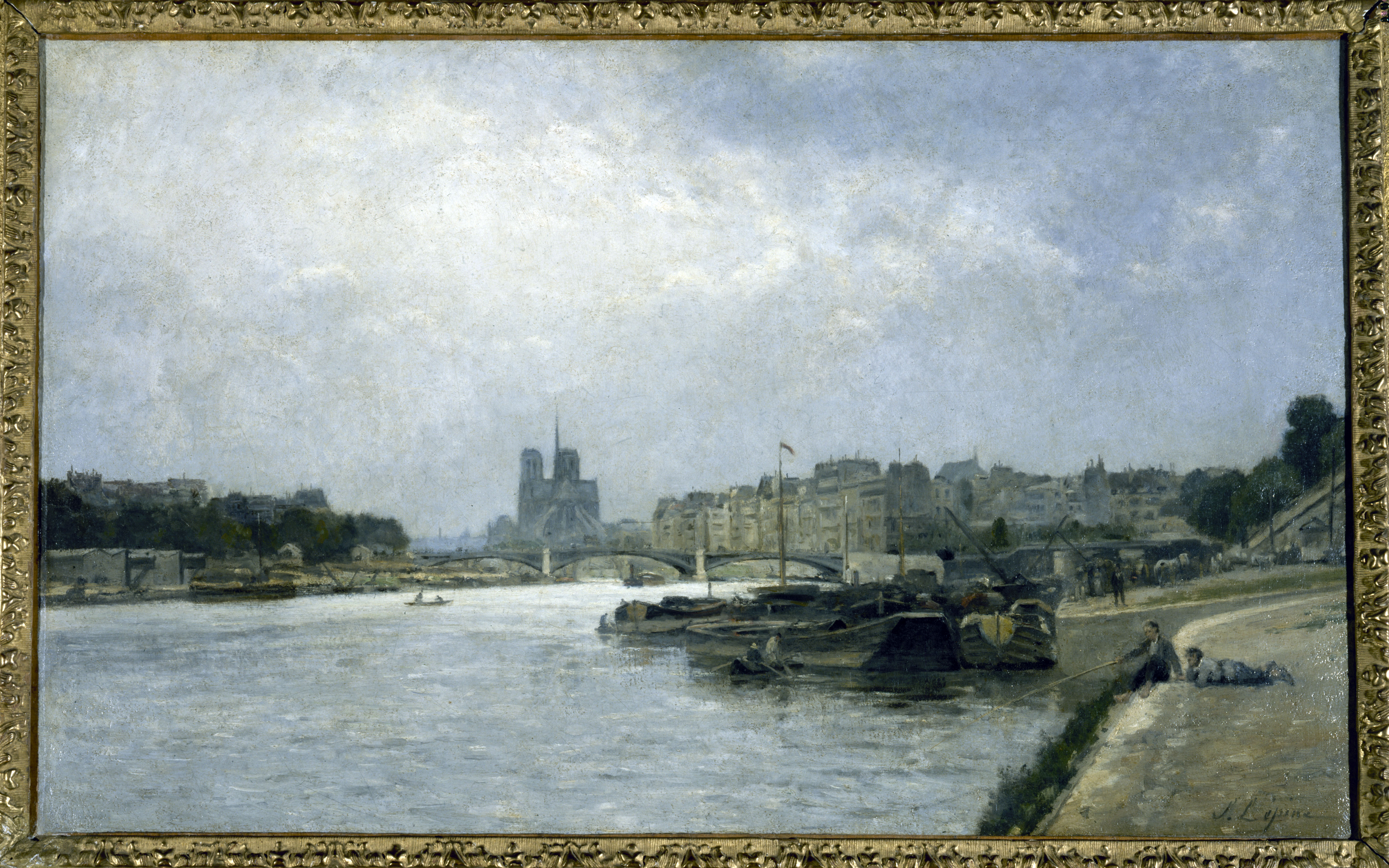
L'île de la Cité et l'île Saint-Louis, vues du pont d'Austerlitz
Stanislas Lépine, vers 1880
Musée Carnavalet, Paris.

### Dans la chanson
- L’Île Saint-Louis est le titre d’une chanson de Léo Ferré, coécrite avec Francis Claude, créée en 1948[49],[50].
- Rue Saint-Louis-en-l’île est le titre d’une chanson de Benjamin Biolay (2020), chantée avec Juliette Armanet[51].
- L’Île Saint-Louis est le titre d’une chanson de Jean-Pax Méfret.

### Dans la littérature
- Frédéric Vitoux, Mes îles Saint-Louis, Le Chêne, 1981.
- Frédéric Vitoux, Jours inquiets dans l’île Saint-Louis, Fayard, 2012.